# Bộ Choi choi
Bộ Choi choi hay bộ Rẽ, bộ Dẽ, bộ Giẽ (tên khoa học: Charadriiformes), là một bộ đa dạng về các loài chim có kích thước nhỏ đến trung bình. Bộ này có khoảng 380 loài và có một số loài phân bố khắp nơi trên thế giới. Hầu hết các loài trong bộ Charadriiformes sống gần các vực nước và ăn động vật không xương sống hoặc các loài động vật nhỏ khác; tuy nhiên, một số loài sinh sống ở biển, sa mạc và một ít sống trong rừng rậm.

## Các họ
Đây là danh sách các họ theo phân loại Bộ Choi choi.
- Phân bộ Scolopaci hay phân bộ Limicoli
  - Họ Scolopacidae: 16 chi, 96 loài rẽ (dẽ, giẽ), choắt.
- Phân bộ Thinocori
  - Họ Rostratulidae: 2 chi, 3 loài nhát hoa.
  - Họ Jacanidae: 6 chi, 8 loài gà lôi nước.
  - Họ Thinocoridae: 2 chi, 4 loài.
  - Họ Pedionomidae: 1 chi, 1 loài (Pedionomus torquatus)
- Phân bộ Lari
  - Họ Laridae sensu stricto[6]: 11 chi, 56 loài mòng biển.
  - Họ Rhynchopidae: 1 chi (Rynchops), 3 loài xúc cá.
  - Họ Sternidae: 12 chi, 46 loài nhàn biển
  - Họ Alcidae: 11 chi, 25 loài.
  - Họ Stercorariidae: 1 chi (Stercorarius), 7 loài.
  - Họ Glareolidae: 4 chi, 17 loài.
  - Họ Dromadidae: 1 chi, 1 loài (Dromas ardeola).
- Phân bộ Turnici
  - Họ Turnicidae: 2 chi, 17 loài cun cút.
- Phân bộ Chionidi
  - Họ Burhinidae: 2 chi, 10 loài chim burin (rẽ).
  - Họ Chionididae: 1 chi (Chionis), 2 loài
  - Họ Pluvianellidae: 1 chi, 1 loài (Pluvianellus socialis)
- Phân bộ Charadrii
  - Họ Pluvianidae: 1 chi, 1 loài (Pluvianus aegyptius)
  - Họ Pluvialidae: 1 chi (Pluvialis), 4 loài.
  - Họ Ibidorhynchidae: 1 chi, 1 loài (Ibidorhyncha struthersii)
  - Họ Recurvirostridae: 3 chi, 9 loài cà kheo.
  - Họ Haematopodidae: 1 chi (Haematopus), 12 loài chim mò sò.
  - Họ Charadriidae: 13 chi, 63 loài choi choi, te.

## Phát sinh chủng loài
Biểu đồ phát sinh chủng loài dưới đây là tổng hợp từ các nguồn Baker et al. (2007, 2012), Barth et al. (2013), Bridge et al. (2005), Cibois et al. (2012), Crochet et al. (2000, 2002), Ericson et al. (2003), Fain & Houde (2007), Gibson (2010), Jackson et al. (2012), Livezey (2010), Pereira & Baker (2008, 2010), Pons et al. (2005), Sternkopf (2011), Whittingham et al. (2000).
|  | \| \| Pluvianellidae \| \| \| \| \| \| Chionidae \| \| \| \| |
|  |                                                              |
|  | Burhinidae                                                   |
|  |                                                              |
|  | Pluvianellidae                                               |
|  |                                                              |
|  | Chionidae                                                    |
|  |                                                              |

|  | Pluvianellidae |
|  |                |
|  | Chionidae      |
|  |                |

|  | Recurvirostridae                                                   |
|  |                                                                    |
|  | \| \| Ibidorhynchidae \| \| \| \| \| \| Haematopodidae \| \| \| \| |
|  |                                                                    |
|  | Ibidorhynchidae                                                    |
|  |                                                                    |
|  | Haematopodidae                                                     |
|  |                                                                    |

|  | Ibidorhynchidae |
|  |                 |
|  | Haematopodidae  |
|  |                 |

|  | Recurvirostridae                                                   |
|  |                                                                    |
|  | \| \| Ibidorhynchidae \| \| \| \| \| \| Haematopodidae \| \| \| \| |
|  |                                                                    |
|  | Ibidorhynchidae                                                    |
|  |                                                                    |
|  | Haematopodidae                                                     |
|  |                                                                    |

|  | Ibidorhynchidae |
|  |                 |
|  | Haematopodidae  |
|  |                 |

|  | Recurvirostridae                                                   |
|  |                                                                    |
|  | \| \| Ibidorhynchidae \| \| \| \| \| \| Haematopodidae \| \| \| \| |
|  |                                                                    |
|  | Ibidorhynchidae                                                    |
|  |                                                                    |
|  | Haematopodidae                                                     |
|  |                                                                    |

|  | Ibidorhynchidae |
|  |                 |
|  | Haematopodidae  |
|  |                 |

|  | Recurvirostridae                                                   |
|  |                                                                    |
|  | \| \| Ibidorhynchidae \| \| \| \| \| \| Haematopodidae \| \| \| \| |
|  |                                                                    |
|  | Ibidorhynchidae                                                    |
|  |                                                                    |
|  | Haematopodidae                                                     |
|  |                                                                    |

|  | Ibidorhynchidae |
|  |                 |
|  | Haematopodidae  |
|  |                 |

|  | Pedionomidae |
|  |              |
|  | Thinocoridae |
|  |              |

|  | Rostratulidae |
|  |               |
|  | Jacanidae     |
|  |               |

|  | Pedionomidae |
|  |              |
|  | Thinocoridae |
|  |              |

|  | Rostratulidae |
|  |               |
|  | Jacanidae     |
|  |               |

|  | Pedionomidae |
|  |              |
|  | Thinocoridae |
|  |              |

|  | Rostratulidae |
|  |               |
|  | Jacanidae     |
|  |               |

|  | Pedionomidae |
|  |              |
|  | Thinocoridae |
|  |              |

|  | Rostratulidae |
|  |               |
|  | Jacanidae     |
|  |               |

|  | Dromadidae  |
|  |             |
|  | Glareolidae |
|  |             |

|  | Stercorariidae |
|  |                |
|  | Alcidae        |
|  |                |

|  | Gyginae (Gygis, một phần họ Sternidae)                |
|  |                                                       |
|  | Rynchopinae (Rynchops)                                |
|  |                                                       |
|  | Anoinae (Anous, ?Procelsterna: một phần họ Sternidae) |
|  |                                                       |
|  | Sterninae (một phần họ Sternidae)                     |
|  |                                                       |
|  | Larinae (Laridae sensu stricto)                       |
|  |                                                       |

|  | Stercorariidae |
|  |                |
|  | Alcidae        |
|  |                |

|  | Gyginae (Gygis, một phần họ Sternidae)                |
|  |                                                       |
|  | Rynchopinae (Rynchops)                                |
|  |                                                       |
|  | Anoinae (Anous, ?Procelsterna: một phần họ Sternidae) |
|  |                                                       |
|  | Sterninae (một phần họ Sternidae)                     |
|  |                                                       |
|  | Larinae (Laridae sensu stricto)                       |
|  |                                                       |

|  | Dromadidae  |
|  |             |
|  | Glareolidae |
|  |             |

|  | Stercorariidae |
|  |                |
|  | Alcidae        |
|  |                |

|  | Gyginae (Gygis, một phần họ Sternidae)                |
|  |                                                       |
|  | Rynchopinae (Rynchops)                                |
|  |                                                       |
|  | Anoinae (Anous, ?Procelsterna: một phần họ Sternidae) |
|  |                                                       |
|  | Sterninae (một phần họ Sternidae)                     |
|  |                                                       |
|  | Larinae (Laridae sensu stricto)                       |
|  |                                                       |

|  | Stercorariidae |
|  |                |
|  | Alcidae        |
|  |                |

|  | Gyginae (Gygis, một phần họ Sternidae)                |
|  |                                                       |
|  | Rynchopinae (Rynchops)                                |
|  |                                                       |
|  | Anoinae (Anous, ?Procelsterna: một phần họ Sternidae) |
|  |                                                       |
|  | Sterninae (một phần họ Sternidae)                     |
|  |                                                       |
|  | Larinae (Laridae sensu stricto)                       |
|  |                                                       |

|  | \| \| Pluvianellidae \| \| \| \| \| \| Chionidae \| \| \| \| |
|  |                                                              |
|  | Burhinidae                                                   |
|  |                                                              |
|  | Pluvianellidae                                               |
|  |                                                              |
|  | Chionidae                                                    |
|  |                                                              |

|  | Pluvianellidae |
|  |                |
|  | Chionidae      |
|  |                |

|  | Recurvirostridae                                                   |
|  |                                                                    |
|  | \| \| Ibidorhynchidae \| \| \| \| \| \| Haematopodidae \| \| \| \| |
|  |                                                                    |
|  | Ibidorhynchidae                                                    |
|  |                                                                    |
|  | Haematopodidae                                                     |
|  |                                                                    |

|  | Ibidorhynchidae |
|  |                 |
|  | Haematopodidae  |
|  |                 |

|  | Recurvirostridae                                                   |
|  |                                                                    |
|  | \| \| Ibidorhynchidae \| \| \| \| \| \| Haematopodidae \| \| \| \| |
|  |                                                                    |
|  | Ibidorhynchidae                                                    |
|  |                                                                    |
|  | Haematopodidae                                                     |
|  |                                                                    |

|  | Ibidorhynchidae |
|  |                 |
|  | Haematopodidae  |
|  |                 |

|  | Recurvirostridae                                                   |
|  |                                                                    |
|  | \| \| Ibidorhynchidae \| \| \| \| \| \| Haematopodidae \| \| \| \| |
|  |                                                                    |
|  | Ibidorhynchidae                                                    |
|  |                                                                    |
|  | Haematopodidae                                                     |
|  |                                                                    |

|  | Ibidorhynchidae |
|  |                 |
|  | Haematopodidae  |
|  |                 |

|  | Recurvirostridae                                                   |
|  |                                                                    |
|  | \| \| Ibidorhynchidae \| \| \| \| \| \| Haematopodidae \| \| \| \| |
|  |                                                                    |
|  | Ibidorhynchidae                                                    |
|  |                                                                    |
|  | Haematopodidae                                                     |
|  |                                                                    |

|  | Ibidorhynchidae |
|  |                 |
|  | Haematopodidae  |
|  |                 |

|  | Pedionomidae |
|  |              |
|  | Thinocoridae |
|  |              |

|  | Rostratulidae |
|  |               |
|  | Jacanidae     |
|  |               |

|  | Pedionomidae |
|  |              |
|  | Thinocoridae |
|  |              |

|  | Rostratulidae |
|  |               |
|  | Jacanidae     |
|  |               |

|  | Pedionomidae |
|  |              |
|  | Thinocoridae |
|  |              |

|  | Rostratulidae |
|  |               |
|  | Jacanidae     |
|  |               |

|  | Pedionomidae |
|  |              |
|  | Thinocoridae |
|  |              |

|  | Rostratulidae |
|  |               |
|  | Jacanidae     |
|  |               |

|  | Dromadidae  |
|  |             |
|  | Glareolidae |
|  |             |

|  | Stercorariidae |
|  |                |
|  | Alcidae        |
|  |                |

|  | Gyginae (Gygis, một phần họ Sternidae)                |
|  |                                                       |
|  | Rynchopinae (Rynchops)                                |
|  |                                                       |
|  | Anoinae (Anous, ?Procelsterna: một phần họ Sternidae) |
|  |                                                       |
|  | Sterninae (một phần họ Sternidae)                     |
|  |                                                       |
|  | Larinae (Laridae sensu stricto)                       |
|  |                                                       |

|  | Stercorariidae |
|  |                |
|  | Alcidae        |
|  |                |

|  | Gyginae (Gygis, một phần họ Sternidae)                |
|  |                                                       |
|  | Rynchopinae (Rynchops)                                |
|  |                                                       |
|  | Anoinae (Anous, ?Procelsterna: một phần họ Sternidae) |
|  |                                                       |
|  | Sterninae (một phần họ Sternidae)                     |
|  |                                                       |
|  | Larinae (Laridae sensu stricto)                       |
|  |                                                       |

|  | Dromadidae  |
|  |             |
|  | Glareolidae |
|  |             |

|  | Stercorariidae |
|  |                |
|  | Alcidae        |
|  |                |

|  | Gyginae (Gygis, một phần họ Sternidae)                |
|  |                                                       |
|  | Rynchopinae (Rynchops)                                |
|  |                                                       |
|  | Anoinae (Anous, ?Procelsterna: một phần họ Sternidae) |
|  |                                                       |
|  | Sterninae (một phần họ Sternidae)                     |
|  |                                                       |
|  | Larinae (Laridae sensu stricto)                       |
|  |                                                       |

|  | Stercorariidae |
|  |                |
|  | Alcidae        |
|  |                |

|  | Gyginae (Gygis, một phần họ Sternidae)                |
|  |                                                       |
|  | Rynchopinae (Rynchops)                                |
|  |                                                       |
|  | Anoinae (Anous, ?Procelsterna: một phần họ Sternidae) |
|  |                                                       |
|  | Sterninae (một phần họ Sternidae)                     |
|  |                                                       |
|  | Larinae (Laridae sensu stricto)                       |
|  |                                                       |